# 重力の虹
『重力の虹』（じゅうりょくのにじ、Gravity's Rainbow）は、トマス・ピンチョンの長編小説。1973年発表。多数のストーリーと（工学・化学・心理学・オカルト・神話・映画・ドラッグなど）百科全書的な知識が織り合わされた長大な作品（原文約35万語、日本語訳で約100万字）。20世紀後半の英語圏文学のなかで、もっとも詳しく研究されている一冊である。

## あらすじ
『重力の虹』の舞台は、第二次世界大戦末期から終戦直後にかけてのヨーロッパである。端役や動物・電球等を含め300名を超える登場人物のうち、中心となるのはアメリカ軍中尉タイローン・スロースロップ。行く先々で女と関係を持つスロースロップには、セックスした後にV2ロケットが落下するという秘密があった。その秘密を知る組織の面々はスロースロップを監視し、様々な仮説を打ち立てる。スロースロップもまた自らとV2の関係を追い求め、ロンドンから大陸へ、連合軍占領地〈ゾーン〉へと遍歴の旅を続ける。
破壊と渾沌と倒錯のエロスに満ちたヨーロッパの荒野を行くタイローン。パラノイアに陥った語り手が紡ぎ出すそこは、西欧近代の知と産業と暴力を象徴的に体現する〈ロケット〉のシステムであった——。

## 日本語訳
国書刊行会版と新潮社版の2つの日本語訳がある。国書刊行会版は刊行時にBABEL国際翻訳大賞日本翻訳大賞を受賞したが、後に絶版。
- 『重力の虹』1, 2 越川芳明・佐伯泰樹・植野達郎・畠山秀明共訳 国書刊行会〈文学の冒険〉、1993年3月 - 7月。 ISBN 4-336-03057-X, ISBN 4-336-03058-8
- 『重力の虹』上・下 佐藤良明訳 新潮社〈トマス・ピンチョン全小説〉、2014年9月。 ISBN 978-4-10-537212-5, ISBN 978-4-10-537213-2

## 備考
- ピンチョンはViking Press社に草稿を提出したとき、タイトルを考えていなかった。当初のタイトルは（文中に同じ文言が登場する）『Mindless Pleasures（無心の快楽）』というもので、後に『Gravity's Rainbow（重力の虹）』に変更された。
- 本書は1974年の全米図書賞を受賞したが、ピンチョン本人は授賞式に出席せず、アーウィン・コーリー（英語版）教授というコメディアンが代わりに出席し、受賞の挨拶と称してジョークを連発した。その場に居合わせた人々は皆コーリーをピンチョン本人と思い込んだが、彼はピンチョンの本を読んだことすら無かった。
- 本作第4部に、1000に1つの割合で出来るという永久に切れることのない〈電球〉バイロンが登場する。ハロルド・ブルームはバイロンの挿話を20世紀文学の最も優れた作品の一つとして数えることが出来ると述べている。